# Callulops microtis
Callulops microtis es una especie de anfibio anuro de la familia Microhylidae.

## Distribución geográfica
Esta especie es endémica del noroeste de Papúa Nueva Guinea.

## Taxonomía
Esta especie ha sido registrada a partir de su sinonimia con Callulops robustus por Kraus en 2012, donde fue colocada por Zweifel en 1972.

## Publicación original
- Werner, 1901 : Beschreibung neuer Frösche aus Bolivia, Ostindien und Neu-Guinea. Zoologischer Anzeiger, vol. 24, p. 97-103[3]